# Sisal
Sisal eller sisalagave (Agave sisalana) är en storvuxen, örtartad växt inom familjen sparrisväxter som hör hemma i östra Mexiko. Sisalplantan har rosettställda, upp till 2 m långa blad som sitter på en kort stam. Blomställningen blir upp till 6 meter. Bladen innehåller en hållbar fiber, också kallad sisal, eller sisalhampa, som bland annat används till att tillverka rep. 
Sisal har fått sitt namn efter staden Sisal i Mexiko. Fibrerna från sisalsläktingen henequen (Agave fourcroydes) kallas mexikansk sisal eller yucatánsisal.

## Historik
Så tidigt som för 8000 år sedan använde aztekerna och mayafolket sisalplantans fibrer till tråd, snören, enkla tyger och fiskenät.

## Odling
Varje år skördas de 7–10 äldsta bladen per planta. Sisalblad kan skördas från två år efter planteringen. Plantan är tålig och växer bra i varma och torra områden där andra grödor kan ha svårt att trivas. Sisal är motståndkraftig mot sjukdomar och har små krav på sin växtmiljö..

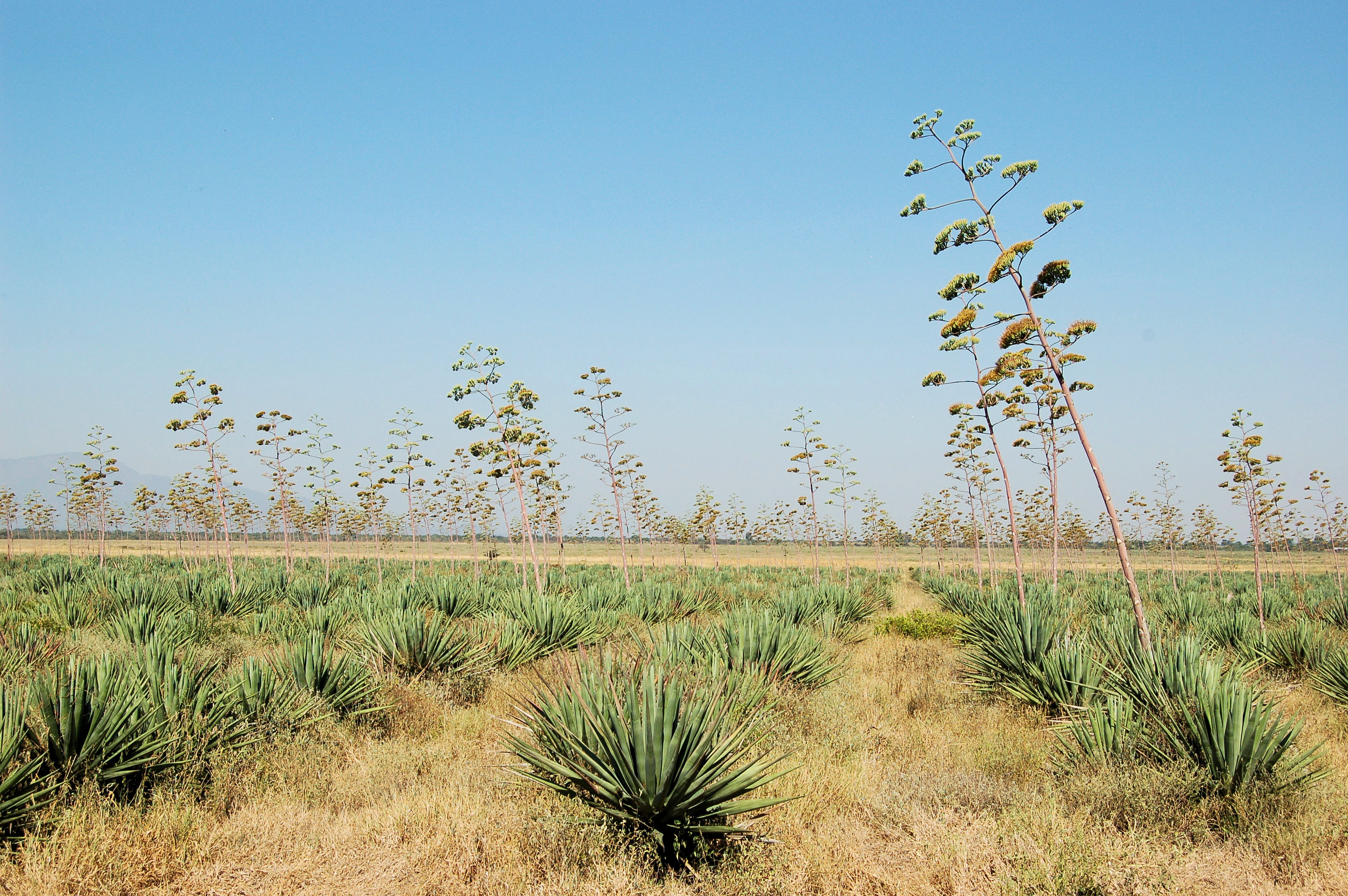
Sisalodling i Tanzania
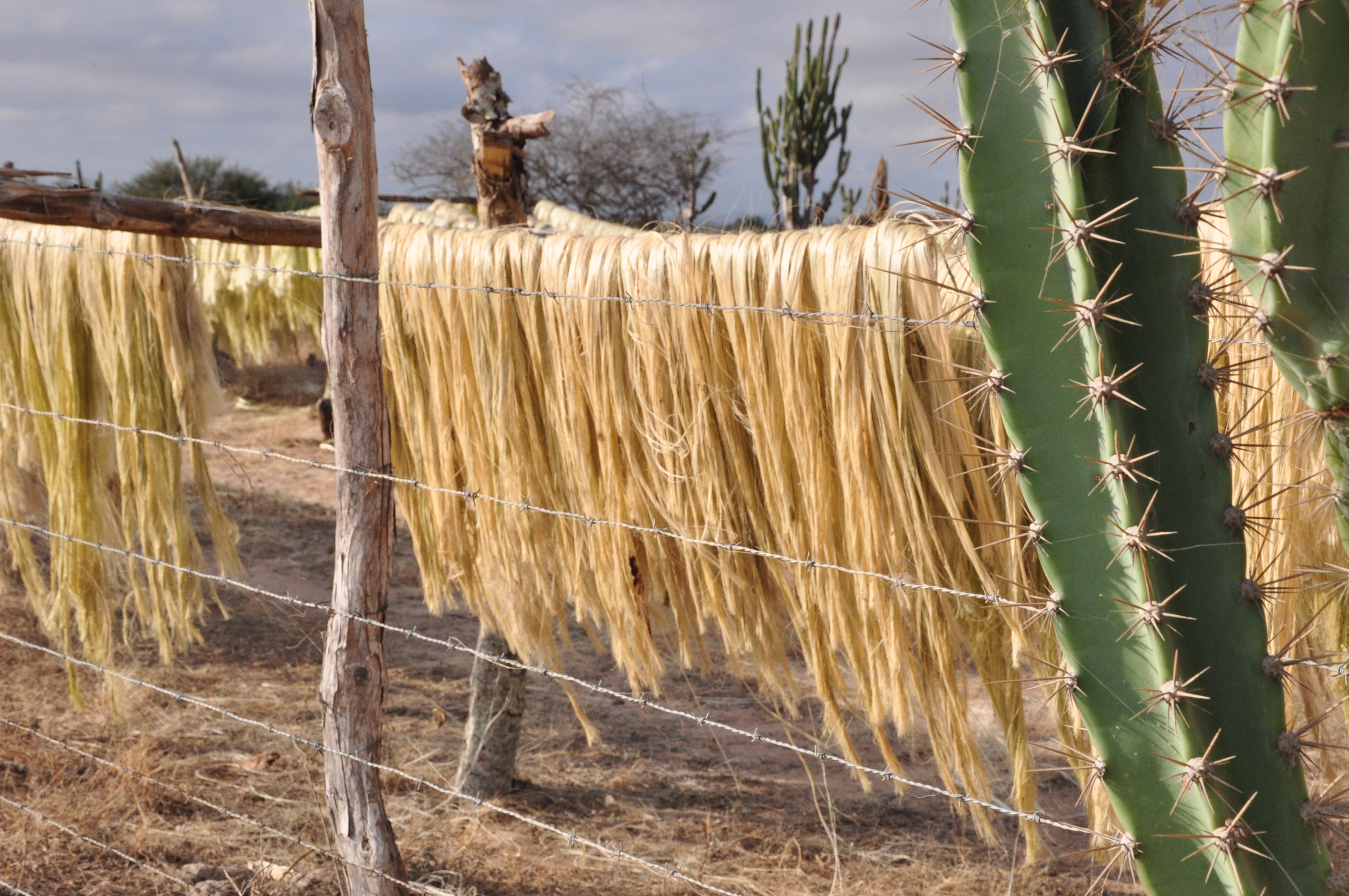
Sisalfibrer på tork

Världsproduktionen av sisal och den närbesläktade agavefibern henequen beräknas uppgå till cirka 300 000 ton och de största producenterna är Brasilien,  Tanzania  och Kenya.  I Tanzania och Kenya odlas sisal på stora plantager medan den brasilianska sisalen i huvudsak odlas småskaligt.

## Användning
Sisalfibern är ca 1 meter lång, glänsande gulvit, stark, grov och hård. Fibern är hållbar och tänjbar och absorberar inte vatten. Sisalfibern har traditionellt används till rep, tågvirke, grövre vävnader som exempelvis mattor och hantverk. Användningen av sisal har förlorat mark i och med syntetfiberns ankomst. På senare tid används sisal alltmer till kompositmatierial för plast och pappersprodukter. Sisal används också till darttavlor.

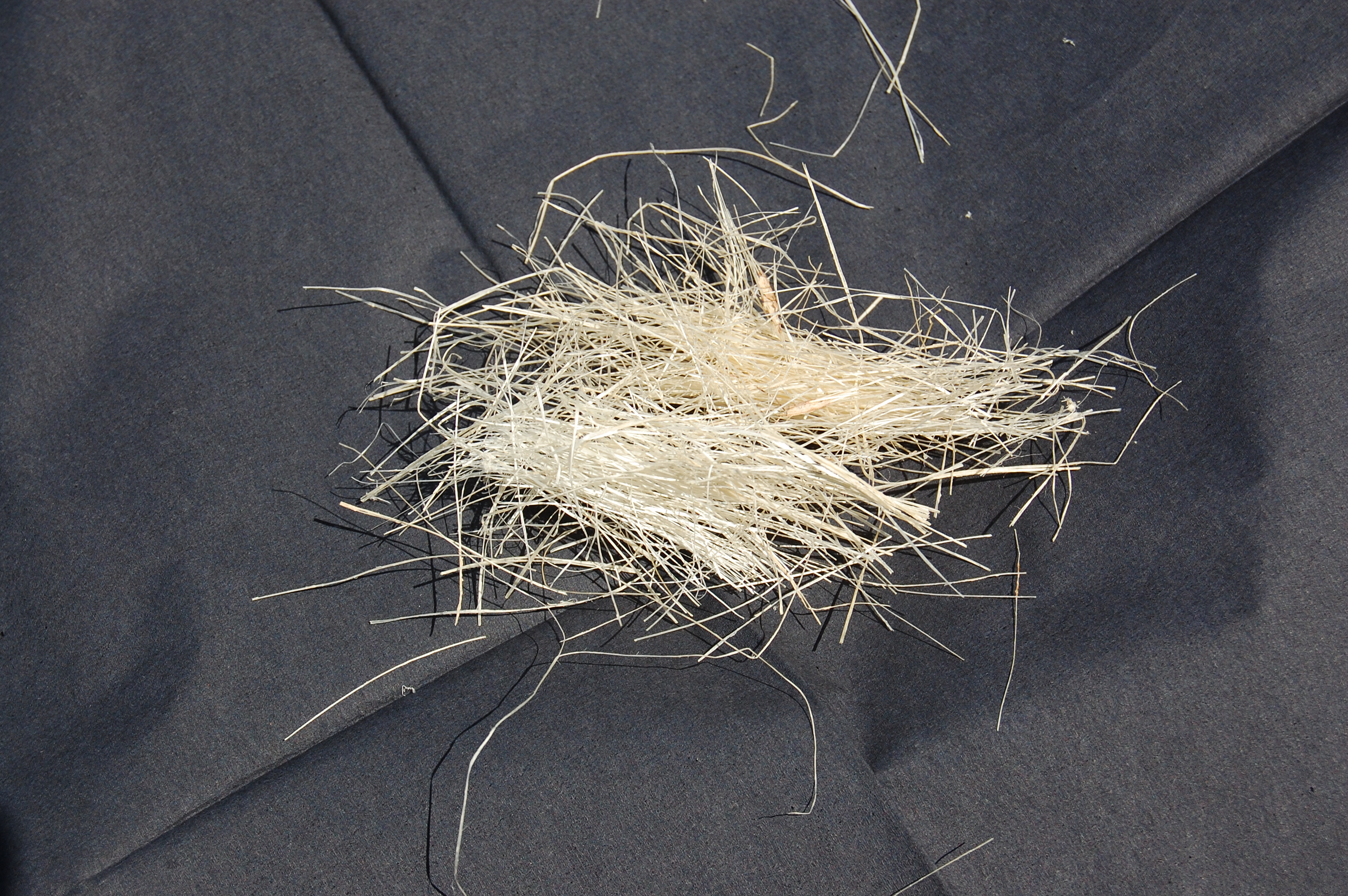
Sisalfibrer
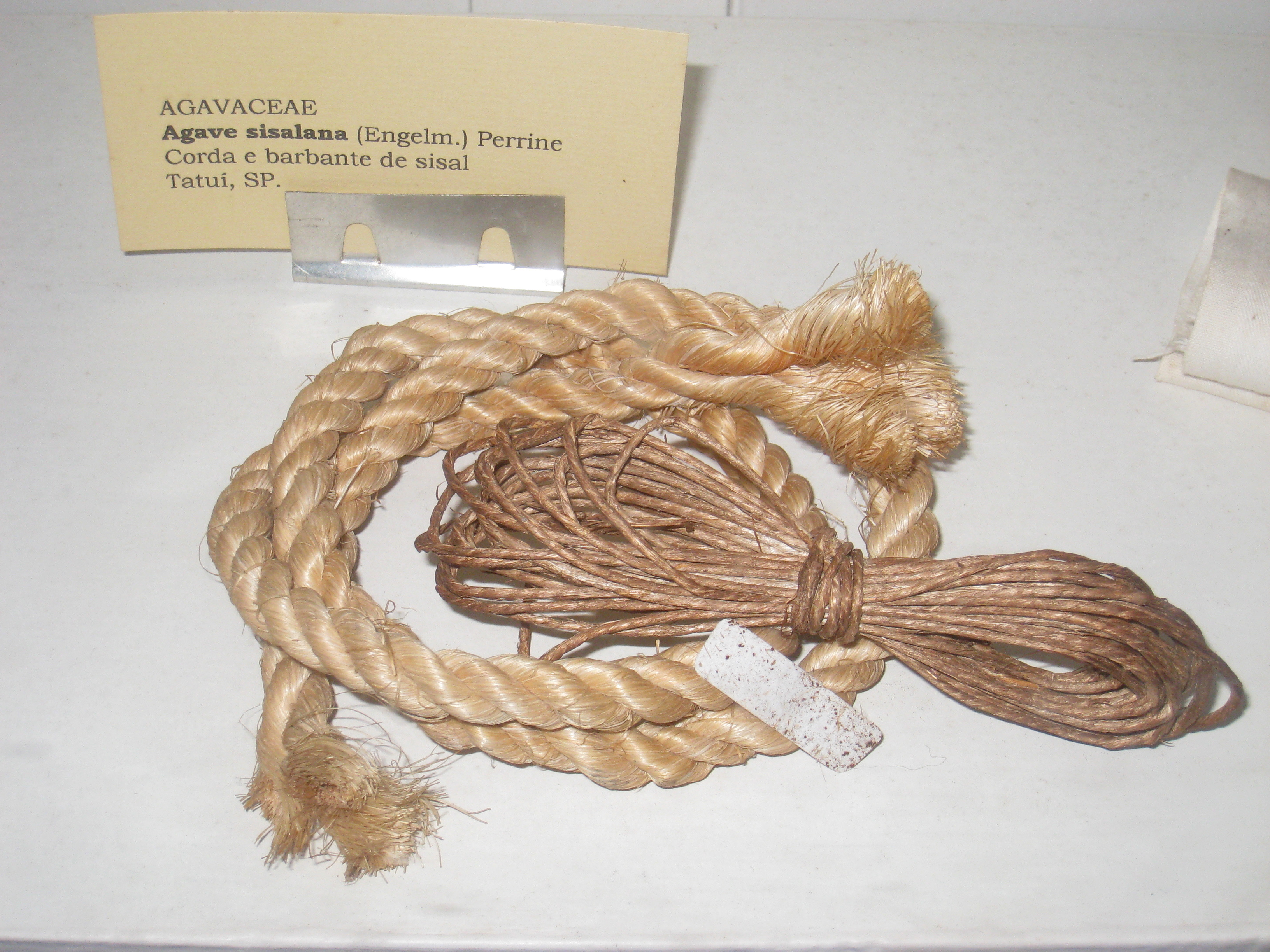
Rep och snören av sisal

## Miljöpåverkan
Användning av sisal är fördelaktigt ur miljösynpunkt då sisal absorberar mer koldioxid än den producerar och avfallet vid tillverkningen kan användas till bioenergi, djurfoder och gödsel. Motsvarande syntetiska fibrer saknar dessa miljöfördelar. Dessutom kan plantans omfattande rotsystem förhindra markerosion.